# Hochvernagtwand
Die Hochvernagtwand ist ein 3400 m ü. A. hoher Berg im österreichischen Bundesland Tirol. Er liegt im Weißkamm, einer Bergkette in den Ötztaler Alpen und besteht aus mehreren Gipfelpunkten. Nach Südwesten und Osten sendet sie ausgeprägte Grate, die nach Norden eine bis 55° geneigte Eiswand bilden. Zuerst bestiegen wurde die Hochvernagtwand am 25. Juni 1868 von Norden aus durch Heinrich Waitzenbauer aus München, die erste Überschreitung gelang Heinrich Heß und Ludwig Purtscheller im Jahr 1887.

## Lage und Umgebung
Die Hochvernagtwand ist von Gletschern umgeben, im Norden erstreckt sich der Sexegertenferner und im Süden der Vernagtferner. Die Wand zieht sich vom Sexenjoch (3303 m) bis zum eineinhalb Kilometer östlich gelegenen Taschachjoch (3241 m). Die mit 3400 Metern höchste Erhebung befindet sich im Westteil des Grates. Im Mittelteil erhebt sich ein 3371 und im Ostteil ein 3372 Meter hoher Gipfel. Gegen Norden hin fällt der Berg mit einer Eiswand zum Urkundsattel (3060 m) hin ab. Benachbarte Berge sind im Norden, getrennt durch den Urkundsattel (3060 m) der 3197 Meter hohe Pitztaler Urkund, im Osten, getrennt durch das Taschachjoch, die Petersenspitze mit 3472 Metern Höhe und im Südwesten, getrennt durch das Sexenjoch die Hochvernagtspitze (3535 m). Der nächste bedeutende Ort, Vent, liegt etwa neun Kilometer Luftlinie in südöstlicher Richtung.

## Touristische Erschließung
Die Hochvernagtwand ist nur im Rahmen einer Hochtour mit entsprechender Gletschererfahrung und -ausrüstung zu erreichen. Als Stützpunkt für eine Besteigung oder Überschreitung kann die südwestlich gelegene Vernagthütte (2755 m) dienen. Die Begehung des Grats weist im felsigen Bereich den Schwierigkeit UIAA I auf. Die Hochvernagt-Eiswand wird in der Regel von Taschachhaus (2434 m) aus erreicht.